# Rhynchostegiella curviseta
Rhynchostegiella curviseta är en bladmossart som beskrevs av Limpricht 1896. Rhynchostegiella curviseta ingår i släktet nålmossor, och familjen Brachytheciaceae. Inga underarter finns listade i Catalogue of Life.